# Bajmak
Bajmak (srp. Бајмок, mađ. Bajmok, nje. Nagelsdorf) je naselje u Bačkoj u autonomnoj pokrajini Vojvodini, Srbija. Nalazi se na sjeverozapadnom kutu Bačke, nedaleko od granice s Hrvatskom.
Dugo vremena se ovo mjesto u literaturi nazivalo imenom Bajmok.

## Stanovništvo

### Narodnosni sastav prema popisu 2002.
- 2.900 (33,78%) Srbi
- 2.450 (28,54%) Mađari
- 1.266 (14,75%) izjašnjenih kao Bunjevci
- 700 (8,15%) Hrvati
- 454 (5,29%) izjašnjenih kao Jugoslaveni
- 102 (1,19%) Crnogorci
- ostali

### Povijesna naseljenost
- 1961.: 11.714
- 1971.: 10.861
- 1981.:  9.586
- 1991.:  8.620

### Hrvati u Bajmaku
1770. se doselio veliki val bunjevačkih Hrvata i Mađara u Bajmak.
Bajmak danas (po stanju od 15. prosinca 2002.) daje 10 elektora u Hrvatsko nacionalno vijeće Republike Srbije.
U Bajmaku djeluje hrvatsko kulturno-umjetničko društvo "Bajmok".

## Poznate osobe
Poznate osobe rodom iz Bajmaka.
- Lajčo Budanović (* 1873. - † 1958.), katolički biskup, pisac, prvi upravitelj Bačke apostolske administrature.
- Ana Bešlić (* 1912. - † 2008.), kiparica (rodom je iz okolice Bajmaka).
- Klara Mira Vujić, slikarica u tehnici slame
- Stipan Kopilović, slikar
- Ivan Ivković Ivandekić, fotograf i filmaš
- Slavko Večerin, katolički svećenik, visoki crkveni dužnosnik - biskup subotički

## Kultura
U Bajmaku se održava dio programa žetvene manifestacije bunjevačkih Hrvata, Dužijance.

## Znamenitosti
Znamenitosti u Bajmaku su:
- spomenik Sv. Trojstvo, spomenik kulture[6]
- Baklja sjećanja, brončani kip kiparice Ane Bešlić
- spomen-ploče ugarskom kralju Matiji Korvinu, u čijoj se darovnici od 17. veljače 1462. Bajmak spominje prvi put u povijesti
- spomen-obilježje solunskim dobrovoljcima kolonistima Rate
- spomen-groblje kod Bagrema u spomen na strijeljane nedužne Mađare i Nijemce
- spomen-ploča žrtvama fašističkog terora, u spomen na logoraše iz Rate u Barči i Šarvaru
- spomen-ploča na nekadašnjoj zgradi političkog zatvora
- spomen-ploča zbrinutim izbjeglicama iz Mađarske nakon revolucije 1956. godine 1956.
- spomen-ploča žrtvama Holokausta, postavljena na mjestu nekadašnje Sinagoge

## Gospodarstvo
U Bajmaku je nekad bio pogon subotičkog Severa. Proizvodio je crpke za vodu. Studenoga 2008. je najavljeno njegovo preseljenje u Suboticu.
Prostorije istog pogona je rujna 2009. unajmila tvrtka Finat iz Padove, koja proizvodi niti za ženske čarape.

## Šport
U Bajmaku djeluje Sportsko društvo "Radnički" koje ima i nogometnu sekciju. Društvo ima džudašku i šahovsku sekciju. U Bajmaku je i Škola košarke Bajmok.

## Vanjske poveznice
- Bajmak  Arhivirana inačica izvorne stranice od 3. studenoga 2007. (Wayback Machine)